# 徐珪 (天順進士)
徐珪（1438年—1497年），字國信，四川潼川州安岳縣人，軍籍，治《書經》。

## 生平
九月初七日生，行一。由國子生中式四川鄉試第二十四名舉人，會試中式第三十一名。年二十七歲中式天順八年甲申科第三甲第一百五十四名進士。

## 家族
曾祖徐必才；祖徐文學；父徐孝；母龐氏。重慶下，妻婁氏，弟鳳翔。